# Józef Gizowski
Józef Gizowski (Giżowski), herbu Nowina (zm. 1906) – ziemianin, działacz gospodarczy i społeczny
Ukończył prawo na uniwersytecie lwowskim (dr praw). W latach 1860–1869 pracował jako prokurator Prokuratorii Państwa we Lwowie.
Ziemianin, początkowo właściciel dóbr w pow. samborskim (1861-1866) potem od 1867 właściciel a od 1905 współwłaściciel wraz z synem Juliuszem dóbr Podwysokie (obecnie Підлісся) wraz z Nowosiółkami oparskiemi oraz właściciel dóbr Horożanka Mała, w pow. rudczańskim. Zastępca członka powiatowej komisji szacunkowej podatku gruntowego w Mościskach (1870-1874). Członek powiatowej komisji szacunkowej podatku gruntowego w Rudkach (1874-1883). 
Z grupy większej własności członek Rady Powiatu (1870-1874, 1884-1893) i członek Wydziału Powiatowego (1884-1893) w Mościskach. Z grupy większej własności członek Rady Powiatu (1877-1885, 1890-1903) i zastępca członka Wydziału Powiatowego (1884-1885) w Rudkach. 
Detaksator (1875-1878) wydziału powiatowego Stryj-Drohobycz, detaksator (1880-1882) i członek (1888-1905) wydziału powiatowego w Rudkach oraz detaksator (1884-1894) wydziału powiatowego w  Mościskach Galicyjskiego Towarzystwa Kredytowego Ziemskiego. Od 1861 członek i działacz Galicyjskiego Towarzystwa Gospodarskiego, członek oddziału przemysko-mościsko-jaworowskiego (1870-1873) a potem członek oddziału rudecko-grodeckiego GTG (1869-1906). Członek Komitetu GTG (10 lipca 1883 - 16 czerwca 1895). Członek Wydziału Galicyjskiej Kasy Oszczędności we Lwowie (1900-1906).

## Rodzina
Pochodził z rodziny ziemiańskiej, syn Kazimierza i Heleny z Tokarskich. Miał brata Kazimierza, właściciela dóbr  Szeszerowice w pow. mościckim. Jego synem był poseł do austriackiej Rady Państwo Juliusz Gizowski.